# Natalizumab
Natalizumab (Handelsname Tysabri; Hersteller Biogen) ist ein Arzneistoff, der zur Behandlung der schubförmig verlaufenden Multiplen Sklerose (MS) eingesetzt wird, wenn z. B. Beta-Interferon oder Glatirameracetat nicht geholfen haben. Natalizumab ist ein humanisierter monoklonaler Antikörper (Endung -zumab) und selektiver Hemmstoff für Adhäsionsmoleküle, die sich an der Oberfläche von weißen Blutzellen befinden. Es hemmt das Einwandern von weißen Blutzellen in Entzündungsherde.
Natalizumab wird auch als Integrin α4-Inhibitor bezeichnet und gehört zu den IgG4-Antikörpern.

## Klinische Angaben

### Zugelassene Anwendungsgebiete
Natalizumab ist für die krankheitsmodifizierende Monotherapie von hochaktiver, schubförmig remittierend verlaufender Multipler Sklerose (MS) bei folgenden Patientengruppen indiziert:
- Erwachsene Patienten ab 18 Jahren mit hoher Krankheitsaktivität, die nicht auf eine Behandlung mit einem Interferon beta oder Glatirameracetat angesprochen haben. Bei den Patienten sollte es während der Therapie im vorangegangenen Jahr zu mindestens einem Schub gekommen sein und sie sollten mindestens 9 T2-hyperintense Läsionen in der kranialen Magnetresonanztomographie (MRT) oder mindestens 1 Gadolinium-anreichernde Läsion aufweisen.
- Erwachsene Patienten ab 18 Jahren mit rasch fortschreitender schubförmig remittierend verlaufender Multipler Sklerose, definiert durch 2 oder mehr Schübe mit Behinderungsprogression in einem Jahr, und mit 1 oder mehr Gadolinium-anreichernden Läsionen in der MRT des Gehirns oder mit einer signifikanten Erhöhung der T2-Läsionen im Vergleich zu einer kürzlich durchgeführten MRT.
- Natalizumab wurde auch als Behandlung des Morbus Crohn, einer chronisch-entzündlichen Darmerkrankung, untersucht.[2]  Im Januar 2008 ließ die US-amerikanische Food and Drug Administration Natalizumab für die Behandlung von Morbus Crohn zu. Vor Behandlung mit Natalizumab müssen andere Therapieoptionen bereits ausgeschöpft sein.[3]

Die Zulassung in den USA enthält den Hinweis, Natalizumab nur bei Patienten einzusetzen, die auf eine vorherige Behandlung nicht angesprochen haben. Da diese Einschränkung in den USA jedoch nur Empfehlungscharakter hat, kann Natalizumab in den USA auch bei normal verlaufender schubförmiger MS als Ersttherapie verordnet werden.

### Weitere mögliche Anwendungsgebiete
Natalizumab wurde ebenfalls bei rheumatoider Arthritis untersucht. Die Ergebnisse einer Phase-II-Studie waren jedoch enttäuschend. Bei der Behandlung von akuten MS-Schüben ist Natalizumab nicht wirksam.

### Dosierung, Art und Dauer der Anwendung
Das Medikament wird alle vier Wochen über eine Stunde intravenös infundiert. Seit Juni 2021 gibt es zudem eine subkutane Darreichungsform, die in einer Studie gut toleriert wurde.

### Gegenanzeigen
- Überempfindlichkeit gegen den Wirkstoff
- Ein bestehendes Risiko für opportunistische Infektionen, wie z. B. bei immungeschwächten Patienten oder bei Patienten, die ein Immunsuppressivum erhalten oder kürzlich erhalten haben
- Kombination mit Interferon-Beta oder Glatirameracetat.
- Krebserkrankungen (mit Ausnahme des Basalioms).

Natalizumab darf nicht zusammen mit anderen Arzneimitteln eingesetzt werden, die das Immunsystem schwächen könnten.

### Wechselwirkungen mit anderen Medikamenten
Eine begleitende Behandlung mit anderen Arzneistoffen, die auf das Immunsystem wirken oder zur Behandlung von Krebsleiden eingesetzt werden kann das Risiko schwerer Infektionen erhöhen und ist daher – bis auf eine kurze Behandlung von MS-Schüben mit Steroiden – zu vermeiden.

### Anwendung während Schwangerschaft und Stillzeit
Wenn eine Frau unter der Behandlung mit Natalizumab schwanger wird, sollte ein Absetzen der Behandlung in Erwägung gezogen werden. Es ist nicht bekannt, ob Natalizumab beim Menschen in die Muttermilch übergeht, allerdings wurde dies in Studien bei Javaneraffen beobachtet. Daher sollten Patientinnen, die Natalizumab erhalten, nicht stillen.

### Besondere Patientengruppen
- Ältere Menschen: Daten für eine Anwendung bei Patienten über 65 Jahren liegen nicht vor.
- Kinder und Jugendliche: Natalizumab ist nicht für Kinder und Jugendliche zugelassen. Mangels Alternativen wird es aber trotzdem manchmal eingesetzt, was vor allem bei Jugendlichen zu guten Ergebnissen führt.[9]

### Unerwünschte Wirkungen
Natalizumab wird allgemein gut vertragen. In einigen Fällen kann es zu Kopfschmerzen, Harnwegsinfektionen, Depressionen, leichten Atemwegsinfektionen, Müdigkeit, Glieder- und Gelenkschmerzen sowie Rachenentzündungen kommen. Sehr selten kann Natalizumab zu schweren Leberschäden führen.

#### Progressive multifokale Leukenzephalopathie
Die Anwendung von Natalizumab wurde mit einem erhöhten Risiko für die Entwicklung einer progressiven multifokalen Leukenzephalopathie (PML) in Zusammenhang gebracht. PML ist eine durch das JC-Virus hervorgerufene opportunistische Infektion, die tödlich verlaufen oder zu einer schweren Behinderung führen kann. Aufgrund dieses erhöhten Risikos für die Entwicklung einer PML sind die Vorteile und Risiken einer Behandlung mit Tysabri nach Rücksprache mit dem behandelnden Arzt abzuwägen.
Der Patient muss über erste Anzeichen einer PML und deren Symptome in Kenntnis gesetzt werden. Die folgenden Risikofaktoren sind mit einem erhöhten Risiko für die Entwicklung einer PML assoziiert:
- Vorliegen von anti-JCV-Antikörpern.
- Behandlungsdauer, insbesondere bei langfristiger Behandlung über 2 Jahre hinaus. Die Erfahrungen bei Patienten, die Tysabri über einen Zeitraum von 4 Jahren hinaus erhielten, sind begrenzt. Daher kann das Risiko einer PML bei diesen Patienten derzeit nicht eingeschätzt werden.
- Behandlung mit Immunsuppressiva vor der Anwendung von Tysabri.

Anti-JCV-Antikörper-positive Patienten tragen im Vergleich zu anti-JCV-Antikörper-negativen Patienten ein erhöhtes Risiko für die Entwicklung einer PML. Vor Beginn der Behandlung mit Tysabri oder bei Patienten, die Tysabri bei unbekanntem Antikörper-Status erhalten, wird ein Test auf anti-JCV-Antikörper im Serum empfohlen. Es wird empfohlen, anti-JCV-Antikörper-negative Patienten alle 6 Monate erneut zu testen. Nach 2 Jahren Therapie müssen alle Patienten erneut über die erhöhten Risiken der Entwicklung einer PML unter Tysabri aufgeklärt werden. Für den Fall, dass Verdacht auf eine PML besteht, muss die Gabe von Tysabri so lange ausgesetzt werden, bis eine PML ausgeschlossen werden kann.
Die deutsche Arzneimittelbehörde (damals BfArm/PEI) ging 2010 von einem Risiko von 1:263 innerhalb von drei Jahren nach Therapiebeginn aus. Eine retrospektive Postmarketing-Studie der Herstellerfirma mit Daten bis zum 29. Februar 2012 ergab weltweit 212 Erkrankte unter 99.551 bis maximal vier Jahre behandelten Patienten (2.1 pro 1000 = 1 pro 476), von denen zum Stichtag 46 (22 %) verstorben waren. Lediglich von 54 Patienten lagen Blutproben vor, alle hatten bereits vor Therapiebeginn nachweisbare JC-Virus-Antikörper. Daneben war das Erkrankungsrisiko deutlich erhöht, wenn bereits vorher eine immunsuppressive Therapie durchgeführt wurde und wenn die Behandlung mit Natalizumab über zwei Jahre fortgeführt wurde. Lagen alle drei Risikofaktoren vor, betrug das Erkrankungsrisiko 11,1 pro 1000 Patienten (1 pro 91). Im ersten Behandlungsjahr fanden sich vier Fälle von PML (0,04 pro 1000), im zweiten Jahr 37 Fälle (0,56 pro 1000).

#### Sonstige opportunistische Infektionen
Bei der Anwendung von Natalizumab traten auch Einzelfälle anderer opportunistischer Infektionen auf. Ein erhöhtes Risiko für andere opportunistische Infektionen kann bei Anwendung von Natalizumab derzeit nicht ausgeschlossen werden.

#### Überempfindlichkeit
Bei der Infusion von Natalizumab kann es zu Überempfindlichkeitsreaktionen kommen, einschließlich schwerer systemischer Reaktionen. Diese Reaktionen traten gewöhnlich während der Infusion oder bis zu einer Stunde nach Infusionsende auf. Das Risiko einer Überempfindlichkeit war bei den ersten Infusionen am größten.

#### Neutralisierende Antikörper
Neutralisierende Antikörper gegen Natalizumab wurden bei neun Prozent der behandelten Patienten beobachtet. Bei einem Drittel dieser Patienten verschwinden die Antikörper jedoch wieder. Das Auftreten der Antikörper kann bereits nach wenigen Infusionen nachgewiesen werden und reduziert die Wirksamkeit von Natalizumab erheblich. Bei betroffenen Patienten kann es auch zu vermehrtem Auftreten von Nebenwirkungen kommen.

## Pharmakologische Eigenschaften

### Wirkungsmechanismus
Natalizumab bindet an α4-Integrin und blockiert so dessen Funktion. Integrine kommen auf der Oberfläche von weißen Blutzellen (Leukozyten) und allen anderen tierischen Zellen außer roten Blutkörperchen vor. Sie ermöglichen es den weißen Blutzellen an Bindungstellen auf der Gefäßwand «anzudocken». Entzündungen im Gewebe führen zu einer Einwanderung von weißen Blutzellen. Bei Immunkrankheiten wie der MS wirken die sonst sehr nützlichen Zellen häufig zerstörerisch. Natalizumab hemmt die Wanderungsbewegung der weißen Blutzellen durch die Gefäßwand in das entzündete Gewebe hinein und schützt so die Nervenzellen vor Attacken durch fehlgeleitete zerstörerische weiße Blutzellen. Dieses Wirkprinzip kann auch mit dem Auftreten der PML in Verbindung stehen, da Natalizumab die Bewegung von weißen Blutzellen auch dann verhindert, wenn diese einen Krankheitserreger, wie z. B. das JC-Virus, bekämpfen sollen.

### Aufnahme und Verteilung im Körper
Nach Gabe von 300 mg Natalizumab werden maximale Blutkonzentrationen um 110 µg/ml beobachtet. Die durchschnittlichen Konzentrationen von Natalizumab in der Dauerbehandlung schwankten zwischen 23 µg/ml und 29 µg/ml. Die mittlere Plasmahalbwertszeit liegt bei 16 Tagen. Ein Auftreten von neutralisierenden Antikörpern erhöhte die Ausscheidung von Natalizumab circa um das Dreifache.

### Toxikologie
Es wurden keine Fälle von Überdosierung berichtet.

## Sonstige Informationen

### Herkunft
Natalizumab wurde aus einer Myelom-Zelllinie von Mäusen gewonnen und mittels rekombinanter Technologie humanisiert.

### Geschichte
Natalizumab wurde erstmals in den 1990er Jahren hergestellt. Während der klinischen Entwicklung führte es zeitweise den vorläufigen Handelsnamen Antegren. Es wurde im November 2004 von der US-amerikanischen Arzneimittelbehörde FDA auf Grundlage mehrerer kleiner Studien sowie mit den 1-Jahresdaten der Phase-III-Studien AFFIRM und SENTINEL für die Behandlung von Patienten mit schubförmiger MS zugelassen. Üblicherweise wurden bis dahin MS-Medikamente nur nach einer zweijährigen Prüfung zugelassen.
Natalizumab wurde im Februar 2005 nach nur drei Monaten vom Markt genommen, nachdem zunächst zwei, später drei PML-Fälle bekannt geworden waren. Zwei der Patienten verstarben; der dritte erlitt schwere Behinderungen. Die ersten zwei bekannt gewordenen Fälle traten bei Patienten auf, die gleichzeitig mit Natalizumab und Interferon beta-1a behandelt wurden. Eine Zulassung in Europa war zu diesem Zeitpunkt noch nicht erfolgt. Nach dem Rückruf wurden mehr als 3.000 Patienten nachuntersucht. Dabei wurden keine weiteren PML-Fälle entdeckt. Im März 2006 empfahl dann ein Beratergremium der FDA die Wiederzulassung von Natalizumab. Mitte 2006 kam Natalizumab in den USA wieder auf dem Markt und wurde auch in Europa zugelassen.

### Kosten und Kosten-Effektivität
Die Kosten für eine Behandlung mit Natalizumab liegen erheblich höher als die mit vergleichbaren Medikamenten. Nach einem HTA-Bericht des DIMDI von 2008 war Natalizumab um den Faktor 1,6 teurer als das zum Vergleich herangezogene Medikament (Beta-Interferon). Die Autoren des Berichts sahen einen ausstehenden Forschungsbedarf zur Bewertung des Kosten-Nutzen-Verhältnisses.

### Studien
In der Phase-III-AFFIRM-Studie, die zur Zulassung von Natalizumab als Monotherapie geführt hat, konnten folgende Verbesserungen gezeigt werden:
- Die Frequenz klinischer Schübe sank um 67 %.
- Der Zeitpunkt bis zum Voranschreiten dauerhafter klinischer Behinderung konnte um 42 % verzögert werden.
- Die Summe neuer oder sich vergrößernder, T2 gewichteter Läsionen, wurde um 83 % verringert.
- Die Anzahl neuer T1 hypointenser Läsionen – sog. Black Holes, die als Marker für dauerhafte Hirnschäden angesehen werden – wurde um 44 % verringert.
- Die Anzahl Gadolinium anreichernder Läsionen sank um 92 %.

In zwei weiteren Studien wurden Sicherheit und Wirksamkeit von Tysabri in der Langzeittherapie untersucht:
- STRATA (6 Jahre Beobachtungszeitraum): deutliche Schubratenreduktion und stabile bzw. verbesserte EDSS-Werte[19]
- TYSABRI 24 PLUS (prospektiv, vorausgegangene > 24 Monate Therapie): konsistentes Sicherheitsprofil bei stabilem Behinderungsgrad (EDSS von ca. 3,5) und niedriger Schubrate (mittlere jährliche Schubrate bei 0,18 Schüben)[20]